# Rivière Beauport (rivière de l'Achigan)
Pour les articles homonymes, voir Rivière Beauport (fleuve Saint-Laurent) et Beauport (homonymie).
La rivière Beauport est un affluent de la rivière de l'Achigan. Son cours traverse les municipalités de Saint-Calixte et Saint-Lin-des-Laurentides, situées dans la municipalité régionale de comté (MRC) de Montcalm, dans la région administrative de Lanaudière, au Québec, au Canada.
Son cours supérieur est surtout en zone forestière.

## Géographie
Le « lac de la Crosse », d'une longueur de 0,3 km et d'une largeur de 0,2 km, constitue le plan d'eau de tête de la rivière. L'embouchure du lac est située à 1,5 km au sud-est de la limite de la municipalité de Rawdon et à 9,5 km) au nord-est du Lac de l'Achigan.
À partir de sa source, la « rivière Beauport » coule sur 20,0 km selon les segments suivants :
- 2,6 km vers le sud dans Saint-Calixte, en traversant le lac Jabotte (altitude : 250 m), jusqu'à la décharge (venant de l'ouest) des lacs Vert, Cristal, (lesquels constituent des centres de villégiature), ainsi que la décharge des lac Rond, Desmarchais, et  Beaulac à Chertsey à 3,2 km au nord-ouest.

- 6,0 km vers le sud-est, en coupant le chemin de la Montée Pinet en fin de segment, jusqu'à la décharge (venant du nord) du lac Levasseur (venant du nord) ;
- 0,5 km vers le sud-est, jusqu'à la décharge du lac Lavoie (venant de l'Est) ;
- 2,8 km vers le sud, en coupant les rues du lac-Pinet, Adam et Beauport, jusqu'au pont de la rue Principale au village de Saint-Calixte ;
- 1,1 km vers le sud, en traversant le village jusqu'à l'intersection de la rue Beauchamps, correspondant à la décharge (venant de l'Est) du lac Dufour et du lac des Artistes ;
- 1,8 km vers le sud-est, jusqu'à la route 335 ;
- 4,9 km vers le sud-ouest, jusqu'à la limite de Saint-Lin-des-Laurentides. Note : Le chemin du 4e rang longe la rivière du côté ouest ;
- 0,3 km vers le sud-ouest dans Saint-Lin-des-Laurentides, jusqu'à la confluence de la rivière[2].

La rivière Beauport se déverse sur la rive est de la rivière de l'Achigan. Cette confluence est située à 7,1 km au sud-est du lac de l'Achigan, à 7,7 km au nord du centre du village de Sainte-Sophie et à 9,2 km au nord-ouest du centre du village de Saint-Lin-des-Laurentides.

## Toponymie
Le toponyme « rivière Beauport » a été officialisé le 5 décembre 1968 à la Commission de toponymie du Québec.